# Pablo Nascimento Castro
Pablo Nascimento Castro (São Luís, 21 juni 1991) is een Braziliaans voetballer die doorgaans als centrale verdediger speelt. Hij tekende in 2015 bij Girondins Bordeaux.

## Clubcarrière
Pablo speelde in Brazilië bij Ceará SC, AE Tiradentes, Grêmio, Avaí en Ponte Preta. Op 31 augustus 2015 verkocht Ponte Preta de centrumverdediger voor twee miljoen euro aan Girondins Bordeaux, waar hij zijn handtekening zette onder een vierjarige verbintenis. Op 11 september 2015 debuteerde de Braziliaan in de Ligue 1 in het Parc des Princes tegen Paris Saint-Germain. Zes dagen later maakte hij zijn opwachting in de UEFA Europa League tegen Liverpool. Op 26 september 2015 maakte Pablo zijn eerste competitietreffer tegen Olympique Lyon.

## Erelijst
| Kampioen Série A | 1x | 2017 |